# Tony Tan
Tony Tan Keng Yam (Singapore, 7 febbraio 1940) è un politico singaporiano, Presidente di Singapore dal settembre 2011 all'agosto 2017.